# Volcán (Argentine)
Pour les articles homonymes, voir Volcán.
Volcán est une ville et une municipalité argentine située dans la province de Jujuy et dans le département de Tumbaya. Elle est située à 41,9 kilomètres de San Salvador de Jujuy, sur le côté de la route nationale 9. Il s'agit de la première ville sur l'itinéraire nord de la quebrada de Humahuaca, qui a été déclarée site du patrimoine mondial par l'UNESCO en 2002.

## Démographie
Selon les données du recensement de 2010, la ville comptait 1 731 habitants (Indec), ce qui représente une augmentation d'environ 65 % par rapport aux 1 048 habitants (Indec) du précédent recensement de 2001. D'après le recensement national de 2010, la population féminine était de 880 personnes et la population masculine de 851,4 personnes.

## Géographie
L'épaisse végétation de la forêt subtropicale qui recouvre les contreforts en aval - la colline Chañi et ses branches - est remplacée par des cactus et des arbustes isolés qui parsèment à peine les montagnes dénudées et fortement colorées des verts, ocres et rouges de la gorge. Le climat est tempéré, avec une forte baisse des températures en hiver. Les vents soufflent de juillet à août, avec peu de pluie de décembre à avril. Les terres de la région sont arides, mais certaines céréales sont cultivées à petite échelle, notamment la luzerne, le maïs, le blé, l'orge, les pommes de terre et la vigne, ainsi que des arbres fruitiers comme les pêches, les pommes et les poires. Les espèces forestières présentes sont le saule, le cardon, le toya et le caroubier.
Dès le début de l'été, les fortes précipitations dans la région provoquent des glissements de terrain et des pierres qui dévalent les pentes des collines proches de la localité sous forme d'avalanches. À certaines occasions, ces avalanches ont provoqué la coupure de la route nationale 9 et des dommages aux maisons et aux installations, avec des pertes économiques et des risques importants pour la population,.

## Histoire
Le 3 avril 1817 - dans le cadre de la guerre d'indépendance argentine - a eu lieu la bataille de Volcán. Dans ce fait d'armes, les forces royalistes espagnoles sous le commandement du général Pedro Antonio Olañeta ont été vaincues par les milices du commandant colonel Alejandro Burela.
Cette victoire des milices indépendantistes irrégulières - alors connues sous le nom d'Infernales - a retardé l'avancée des troupes royalistes vers le sud, ce qui, selon certains historiens, a permis au général Manuel Belgrano de se préparer adéquatement à la bataille de Salta, qui a signifié le triomphe final des forces de la Plata.
En décembre 2012, par la loi provinciale no 5755, le 3 avril a été déclaré jour de célébration provincial en commémoration de la bataille de Volcán.